# Evangelische Kirche Dainrode

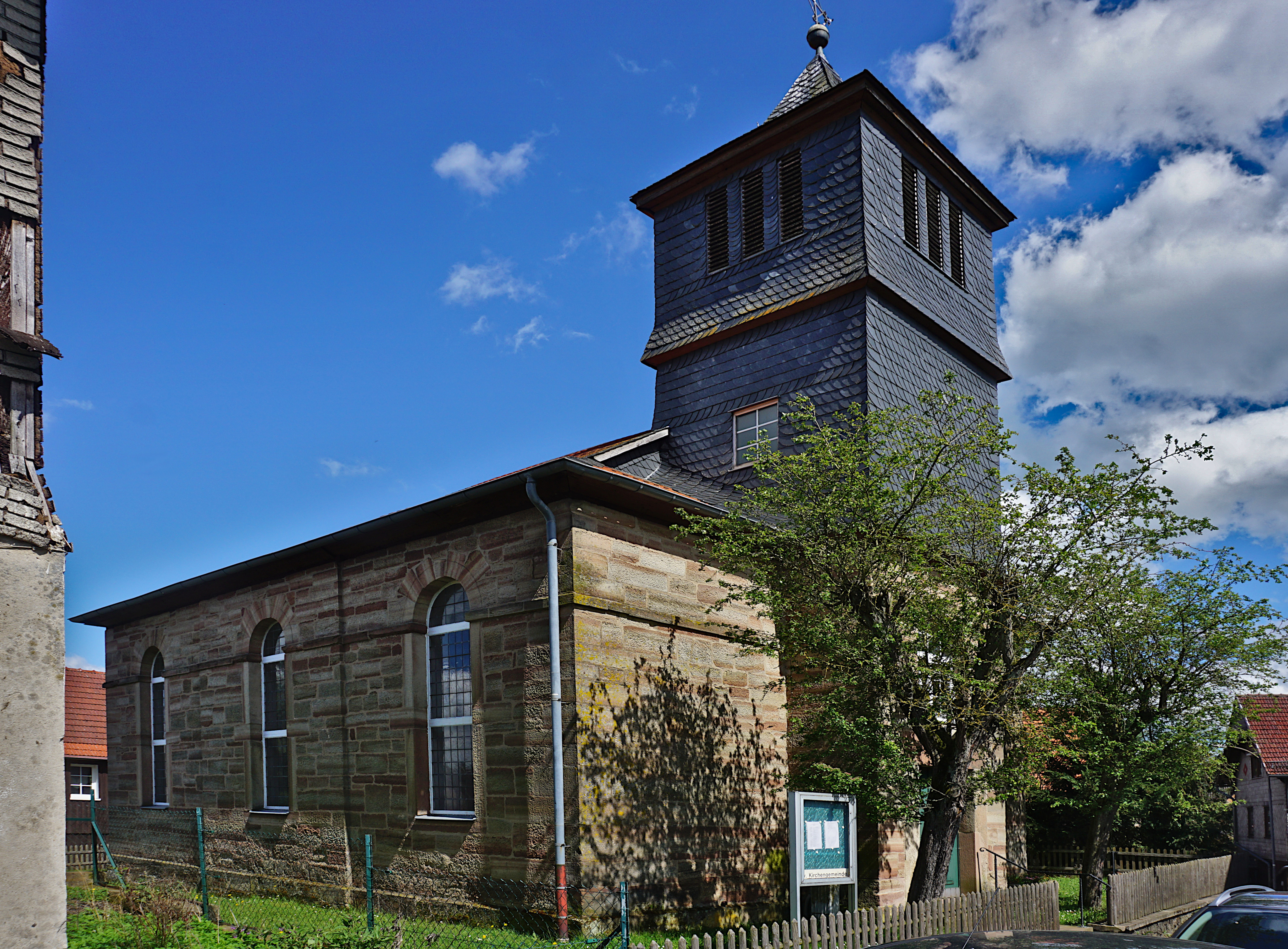
Dainrode Kirche

Die Evangelische Kirche Dainrode ist ein denkmalgeschütztes Kirchengebäude in Dainrode, einem Stadtteil von Frankenau im Landkreis Waldeck-Frankenberg (Hessen).
Die Kirche befindet sich in der Mitte von Dainrode und ist ein prägendes Gebäude, das aus dem weiteren Umland bereits zu erkennen ist.

## Geschichte
Bis zum Ende des 18. Jahrhunderts gehörte die Kirchengemeinde zur Kirche in Geismar, deren Pfarrer alle zwei Wochen in Dainrode einen Gottesdienst abhielt. Die Pläne zum Bau der heutigen Kirche entstanden nach dem Ende der Napoleonischen Zeit im zweiten Jahrzehnt des 19. Jahrhunderts.
1827 erwog das Konsistorium in Marburg, hier nach Plänen des Zimmermeisters Bickhard eine Fachwerkkirche errichten zu lassen. Diese Pläne wurden jedoch von der Oberbaudirektion in Kassel verworfen, da diese massiven Gebäuden den Vorzug gab. Daher erstellte der Baukonduktor Koppen in Kassel neue Pläne zum Bau einer massiven, aus Werkstein in klassizistischen Formen errichteten Kirche. Zwar versuchte das Konsistorium in Marburg noch 1829, eine preiswertere Lösung nach Plänen des Landbaumeisters Nikolaus Arend durchzusetzen, der gerade eine neue Kirche in Geismar errichtete, diese wurden aber in Kassel verworfen.
So erbaute man schlussendlich doch eine massive Kirche nach den Plänen Koppens, die 1835 fertiggestellt werden konnte. An der Stelle der 1835 errichteten heutigen Kirche stand einst eine Vorgängerkirche auf einem Friedhof. Näheres ist über sie nicht bekannt. Am Ende des 18. Jahrhunderts wurde erwähnt, die Kirche sei in einem sehr schlechten baulichen Zustand. In einem Inventar von 1824 steht: Eine sehr baufällige und ganz unbrauchbare Kirche mit einem daraufstehenden kleinen Thurm von gleicher Qualität, eine kleine Glocke.
Für die Bürger von Dainrode stellte der Bau der Kirche und der damit verbundenen finanziellen Belastung, eine große Last dar. Zu Beginn empfanden die Bürger den Bau als von der Obrigkeit und dem Landgrafen auferlegte Strafe, doch im Laufe der Zeit entwickelte sich ein enges Verhältnis zu ihrem „Schmuckkästchen“.

## Beschreibung der Kirche
Der jetzige schlichte Saalbau in klassizistischem Stil mit risalitartig vorgezogenem, im Oberteil verschieferten Frontturm wurde entsprechend den Plänen Koppens erbaut. Es entstand ein einfacher, in Nord-Süd-Ausrichtung erstellter dreiachsiger Saalbau aus Werkstein mit eingezogenem quadratischen Turm mit leicht überkragendem Obergeschoss und spitzem, geschwungenem Zeltdach.
Der Zugang in den Innenraum führt durch den vierstöckigen Kirchturm.
Den im Norden leicht aus der Wandflucht vorspringenden Turm entspricht im Süden ein übergiebelter Vorbau, der wohl ehemals als kleiner Altarraum genutzt wurde, dessen Fenster in jüngerer Zeit vermauert wurden. Einzige Bauzier des schlichten, klassizistischen Gebäudes ist ein flaches umlaufendes Gesimsband in Kämpferhöhe der Rundbogenfenster.
Den oberen Abschluss bildet ein 1987 erneuertes, flaches Walmdach. Das Innere der schlichten Saalkirche wird an drei Seiten von der umlaufenden, auf gefasten Ständern ruhenden Empore gegliedert, die im Norden den leicht vorkragenden schlichten Orgelprospekt aufnimmt. Im Obergeschoss der mit einer einfachen kassettierten Brüstung versehenen Empore werden die gefasten Ständer bis zu der auf zwei parallel verlaufenden Unterzügen ruhenden Decke fortgesetzt.
Im Süden des Kirchenraums, vor dem ehemaligen Altarraum befindet sich heute die einfache Altarmensa, das Obergeschoss des kleinen Annexbaus nimmt heute die Kanzel ein. Die Kanzel befindet sich hinter dem Altar. Die Glocke wurde 1837 gegossen; sie trägt die Umschrift: DAINRODE IM JAHR 1837. GEGOSSEN ZU HOF=SINN VON RINCKER. Die Orgel wurde 1908 von der Firma Eduard Vogt in Korbach angefertigt.

## Pfarrzugehörigkeit
- 1577 nach Geismar eingepfarrt[1]
- 1747 und später Filial davon[2]
- Heute (Stand Juni 2021) Kirchspiel Frankenau-Geismar II im Kirchenkreis Eder im Sprengel Marburg der Evangelischen Kirche von Kurhessen-Waldeck.

## Bekenntniswechsel
- 1530 da Filial von Geismar, Einführung der Reformation vermutlich unter dem Geismarer Pfarrer Johannes Heusener[3]
- 1606 Reformierter Bekenntniswechsel[4]
- 1624 wieder lutherisch[5]